# Bonnaud
Bonnaud är en kommun i departementet Jura i regionen Bourgogne-Franche-Comté i östra Frankrike. Kommunen ligger i kantonen Beaufort som tillhör arrondissementet Lons-le-Saunier. År 2018 hade Bonnaud 58 invånare.

## Befolkningsutveckling
Antalet invånare i kommunen Bonnaud
Referens:INSEE